# Деловой центр (станция метро, Филёвская линия)
«Делово́й центр» (с 3 июня 2008 по 31 марта 2024 года — «Вы́ставочная») — станция Московского метрополитена на Филёвской линии. Связана пересадками с одноимёнными станциями на Солнцевской линии и временно закрытой Рублёво-Архангельской линии. Расположена в Пресненском районе (ЦАО). Открыта 10 сентября 2005 года в составе участка «Киевская» — «Деловой центр». Колонная трёхпролётная станция глубокого заложения с одной островной платформой.

## История
Станция была возведена в конструкциях во время строительства Центрального ядра московского международного делового центра «Москва-Сити» в 1998—2002 годах. Открыта 10 сентября 2005 года при строительстве ответвления Филёвской линии в район Москва-Сити. Станция стала 171-й станцией Московского метрополитена.
3 июня 2008 года постановлением Правительства Москвы станция была переименована в «Выставочную», по расположенному рядом «Экспоцентру».
К 1 июня 2009 года были заменены все указатели с названием станции.
31 марта 2024 года Дептранс Москвы вернул старое наименование станции.

## Расположение и вестибюли
Станция находится на ответвлении Филёвской линии Московского метрополитена, между «Киевской» и «Москва-Сити».

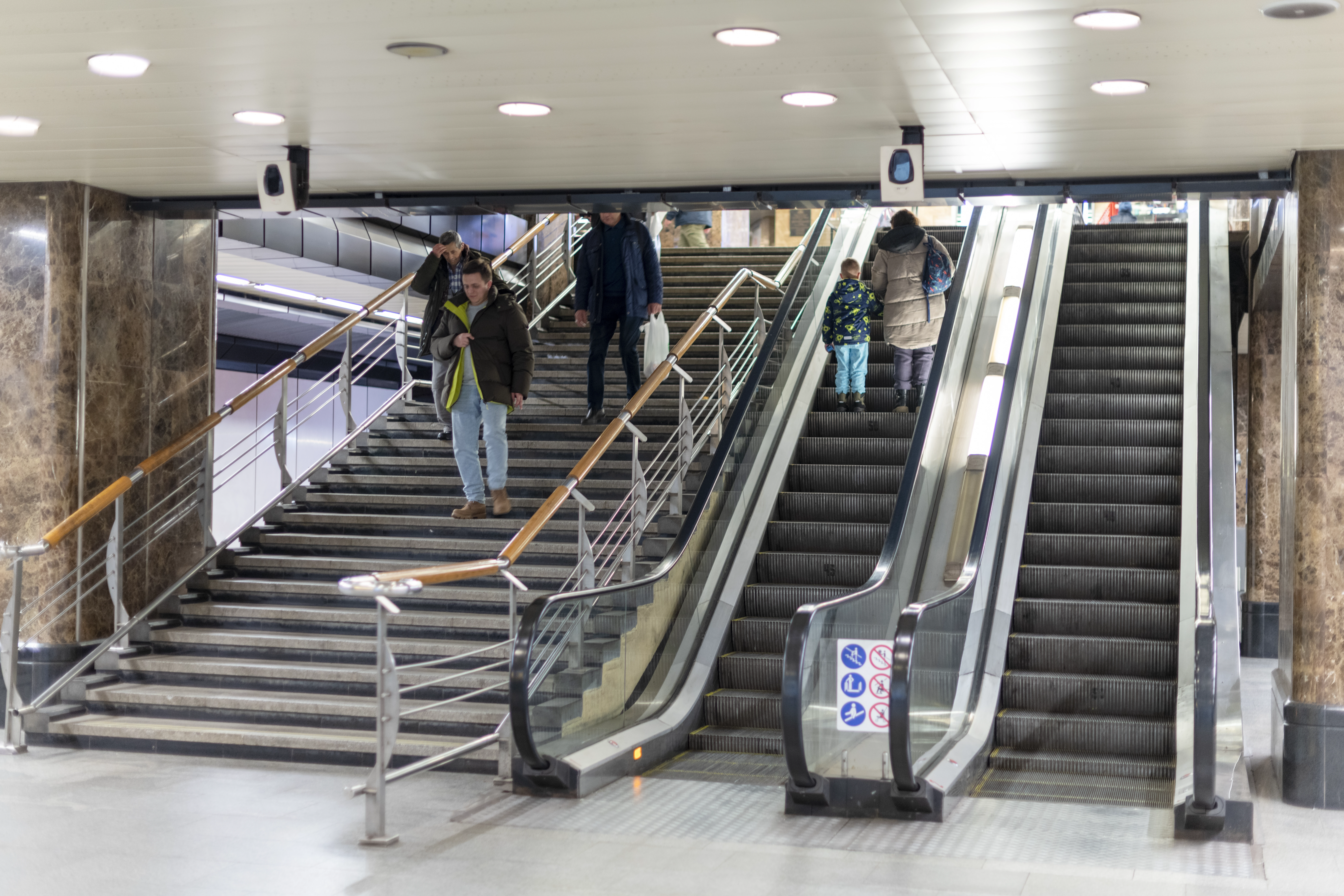
Редкие в Московском метро компактные эскалаторы поэтажного типа

У станции два вестибюля. Первый — совмещённый со станцией «Деловой центр» Солнцевской линий, выход из него осуществляется по эскалатору на первый этаж ТРЦ «Афимолл-Сити», оттуда через ближайший выход можно выйти на Выставочный переулок. Вестибюль соединён с торцевыми частями посадочной платформы поэтажными эскалаторами типа Е900Т (по два) и лестницами шириной 2,95 метра. Выход 5 в цокольный этаж башни «Эволюция» был закрыт с 1 октября 2007 года по 16 сентября 2013 года, на месте прямого коридора был построен полукруглый коридор с магазинами. В 2025 году проход через него к мосту Багратион будет закрыт в связи с реконструкцией моста.

## Наземный общественный транспорт
На этой станции можно пересесть на следующие маршруты городского пассажирского транспорта:
- Автобусы: м31, м32, с344

## Архитектура и оформление
Колонная трёхпролётная глубокого заложения. Глубина заложения — 22,5 м. Сооружена открытым способом из монолитного железобетона по индивидуальному проекту. Ширина платформы — 11,8 метра. Длина платформы — 118 метров. Шаг колонн — 7,8 метра. Максимальная высота станции — более 7 метров. Расстояние от колонн до края платформы — 1,6 метра.
Оформление станции выполнено в стиле хай-тек, с использованием элементов из стекла и нержавеющей стали. На втором «этаже» станции расположена фотогалерея «Метро».

## Второй ярус
Второй этаж станции регулярно используется в качестве культурной площадки, в том числе для проведения творческих мероприятий и фотовыставок.

### Центр профориентации Московского метрополитена
15 мая 2015 года на втором ярусе станции открылся Центр профориентации. На площади около 800 квадратных метров собрана экспозиция из собрания Народного музея Московского метрополитена, с 2016 года находящегося на реконструкции, посвящённая прошлому, настоящему и будущему Московского метрополитена.

## Галерея
| - Старое название станции на путевой стене. 9 октября 2010 года - Посадочная платформа в направлении «Киевской» - Центр профориентации метрополитена - Галерея метро, 2012 |

## Путевое развитие
Расстояние между станциями «Деловой центр» и «Москва-Сити» — самое короткое в Московском метрополитене (497 метров).
Длина перегона между станциями «Деловой центр» и «Киевская» в полтора раза превышает прямое расстояние между этими станциями (2,25 км против 1,5 км).

## Виртуальный магазин
С августа по ноябрь 2013 года на станции работал пилотный виртуальный магазин бытовой техники и электроники Media Markt. На колоннах станции были установлены лайтбоксы с изображениями полок с товарами.

## Станция в цифрах
- Таблица времени прохождения первого поезда через станцию[16]:

| По чётным числам                | Будние дни | Выходные дни |
| По нечётным числам              | Будние дни | Выходные дни |
| В сторону станции «Киевская»    | 06:56:00   | 05:59:00     |
| В сторону станции «Киевская»    | 05:47:00   | 05:53:00     |
| В сторону станции «Москва-Сити» | 06:07:00   | 06:09:00     |
| В сторону станции «Москва-Сити» | 05:48:00   | 05:52:00     |